# حسینیه پهلوان (فین بزرگ)
حسینیه پهلوان (فین بزرگ) مربوط به دوره قاجار است و در کاشان، بافت فین بزرگ، محله حاج علی آقا واقع شده و این اثر در تاریخ ۷ مهر ۱۳۸۱ با شمارهٔ ثبت ۶۵۳۸ به‌عنوان یکی از آثار ملی ایران به ثبت رسیده است.